# اداره ذخایر پزشکی
ادارۀ ذخایر پزشکی (به انگلیسی: Medical Stores Department) (به اختصار MSD) با تصویب قانون شمارۀ ۱۳ سال ۱۹۹۳ به عنوان یک ادارۀ مستقل تحت وزارت بهداشت، توسعۀ اجتماعی، جنسیت، سالمندان و کودکان در تانزانیا تأسیس شد. این اداره مسئول توسعه، نگهداری و مدیریت یک سیستم کارآمد و مقرون‌به‌صرفه برای خرید، ذخیره‌سازی و توزیع داروها و تجهیزات پزشکی تأییدشده است که برای استفاده در خدمات بهداشت عمومی مورد نیاز هستند و ممکن است توسط وزارت بهداشت، توسعۀ اجتماعی، جنسیت، سالمندان و کودکان در زمان‌های مختلف تأیید شوند.

## امور شرکتی

### مالکیت
ادارۀ ذخایر پزشکی یک سازمان نیمه‌دولتی است که به‌طور کامل متعلق به دولت تانزانیا می‌باشد.

### حاکمیت
این سازمان یک آژانس مستقل تحت وزارت بهداشت است و توسط هیئت امناء اداره می‌شود. هیئت امناء شامل ۹ عضو است که هر سه سال یک‌بار منصوب می‌شوند. رئیس هیئت امناء توسط رئیس‌جمهور جمهوری متحد تانزانیا منصوب می‌شود و هشت عضو دیگر توسط وزیری که مسئول امور بهداشت است، تعیین می‌شوند. هیئت امناء مدیریت روزانه عملیات اداره را به مدیرکل واگذار می‌کند که او نیز توسط رئیس‌جمهور جمهوری متحد تانزانیا منصوب می‌شود.

## شبکه دفاتر و نمایندگی ها
این اداره از طریق هشت انبار منطقه‌ای در دارالسلام، موانزا، ایرینگا، موشی، مبیا، تابورا، دودوما و متوارا فعالیت می‌کند و همچنین توسط دو نقطۀ فروش در تانگا و مولبا پشتیبانی می‌شود. ادارۀ ذخایر پزشکی (MSD) به‌صورت سالانه توسط حسابرس کل دولت (CAG) حسابرسی می‌شود و دارای یک واحد حسابرسی داخلی کاملاً مجهز و توانمند است که بر اثربخشی کنترل‌های داخلی هر انبار و زنجیرۀ تأمین آن نظارت دارد.